# ハンカ湖

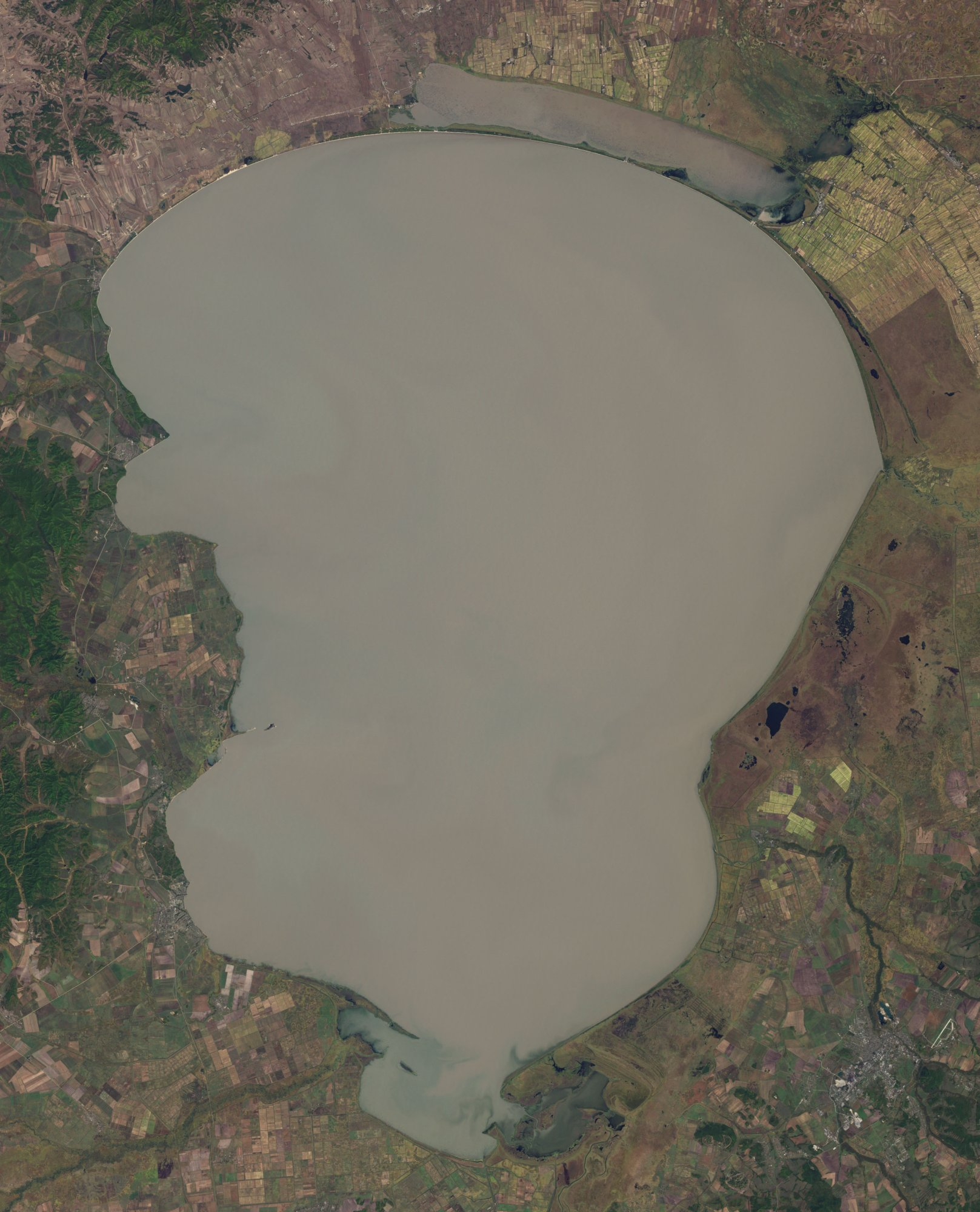
ランドサットから見たハンカ湖の画像

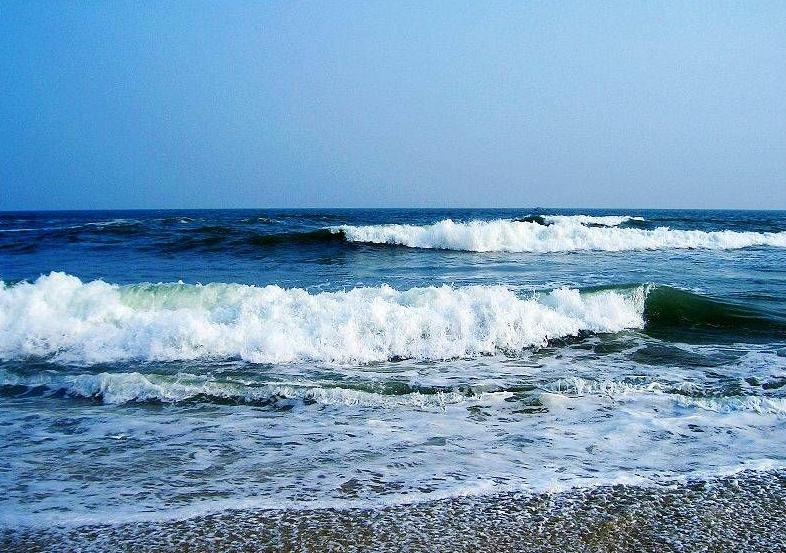
ハンカ湖　北岸湖畔

ハンカ湖（ハンカこ、ロシア語: о́зеро Ха́нка、満洲語：hingka bilten）は、中国東北部（満洲）の黒竜江省とロシア連邦の沿海地方との間の国境地帯にある淡水湖である。中国側は黒龍江省鶏西市に属し、市街からは120km離れている。中国語圏では興凱湖（こうがいこ）と呼ばれている。

## 概要
湖の面積は4,190 km2で、湖の北寄りに直線状の国境線が引かれ、南側3,030 km2はロシアに属し、北側1,160 km2は中国に属している。湖周辺は、貴重な生態系が残る世界的にも重要な湿地帯で、中国側には興凱湖国家級自然保護区が、ロシア側にはハンカ湖自然保護区があり、1996年に両国の首脳が湖の自然保護について共同保護協定を締結した。ロシア側は2005年に、中国側は2007年にそれぞれユネスコの生物圏保護区に登録された。
また、両国の自然保護区はともにラムサール条約登録地になっている。ヒシ、ハス、オニバスなどの植物が生え、日本や太平洋一帯にも飛来する渡り鳥が多く住み、タンチョウ、マナヅル、コウノトリ、チュウサギ、ホウロクシギおよびカモ科（カモ、ガン、ハクチョウなど）のアカハジロ、コウライアイサ、ビロードキンクロなどの重要な繁殖地・生息地である。ほかにも多くの絶滅危惧種のカオジロダルマエナガなどの野鳥、両生類、爬虫類、昆虫などが生息するほか、第三紀の植物群やチョウザメ（ダブリーチョウザメ、カラチョウザメ）など多くの淡水魚類、ツキノワグマ、アムールトラなどもわずかながら生息している。かつてはトキもいたが、中露両国の農地開発などにより、第二次世界大戦後しばらくまでいたのを最後に確認されていない。
この湖は科学調査（渡り鳥などの調査）のほかに、自然保護、エコツーリズムなどでも注目すべき場所である。しかしながら、中国側湖岸地帯の保護区の大半は国有農場地区に属しており、集団農場による農業、漁業、畜産などで天然資源が酷使されている。両国、特に中国側の密漁、排水による汚染なども問題となっている。

## 湖に関するデータ
ハンカ湖は、湖の北、中国領にある高さ10mの砂丘で分けられた大小2つの湖に対して与えられている総称である。湖岸は北西側以外は湿地帯である。
ハンカ湖に流れ込んでいる水系の範囲（分水界）は約16,890 km2の沖積平野でその97%はロシア側の領土である。4,000〜4,400 km2の水面は、中国東北部最大の湖水面である。湖には23の川（8つは中国から、15はロシアから）が流れ込んでおり、南のロシア側ではこれら河川がハンカ湖に入る前に大湿地帯（イリスタヤ川湿地帯）をなすが、出て行く川は中露国境をなす松阿察河（ソンガチャ河）だけである。湖の平均の深さは4.5mで、最大でも10.6mである。湖水の水量は平均18.3 km3だが、最大で22.6 km3になる。湖は松阿察河（ソンガチャ河）を通して、ウスリー川水系、ひいてはアムール川水系に属し、北のオホーツク海に流れている。
年間の最高気温は21.2℃で最低気温は-19.2℃である。雨は主に夏に降り、年間降水量は750mmほどである。湖水の滞留期間は1年ほどである。

## 周辺の歴史
周辺からは新石器時代からツングース系民族の遺跡まで多数の遺跡が出土している。大祚栄が建てた渤海国はハンカ湖（当時は湄沱湖と呼ばれた）の周囲全体を領土としていた。以後、女真や満州族の住むところとなり、1860年の北京追加条約までは全体が清国吉林将軍管轄区であった。そして清露間で条約に基づき1861年の興凱湖界約が締結されて湖の大半がロシアに割譲され、現在に至る。
湖岸の東側をシベリア鉄道が走っており、スパッスク＝ダリニーやチェルニゴフカなどの中規模の町がある。南方にあるウスリースクからの距離は200km、ウラジオストクからは300kmほど。